# Llista de zones humides de Catalunya

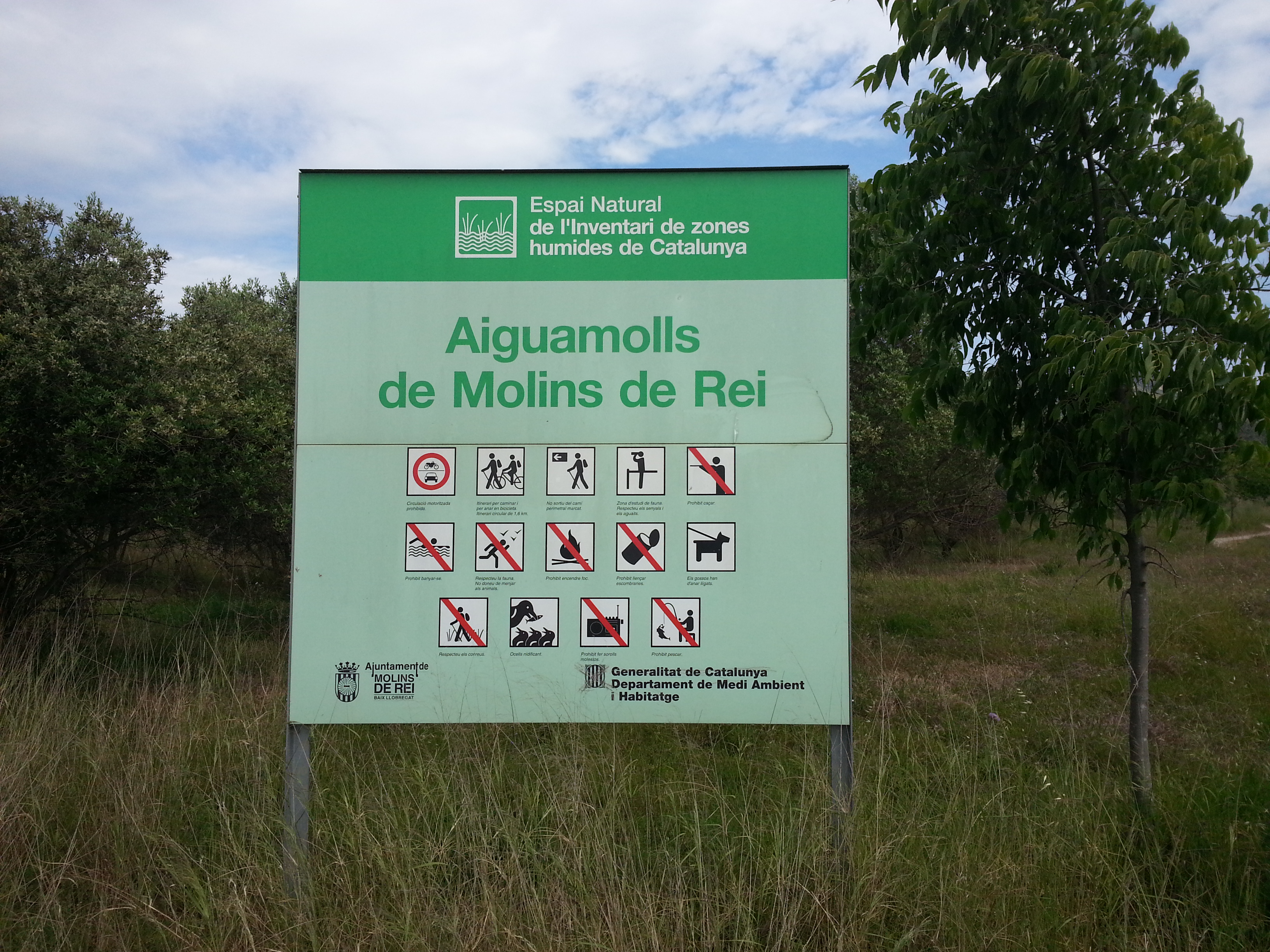
Cartell d'informació

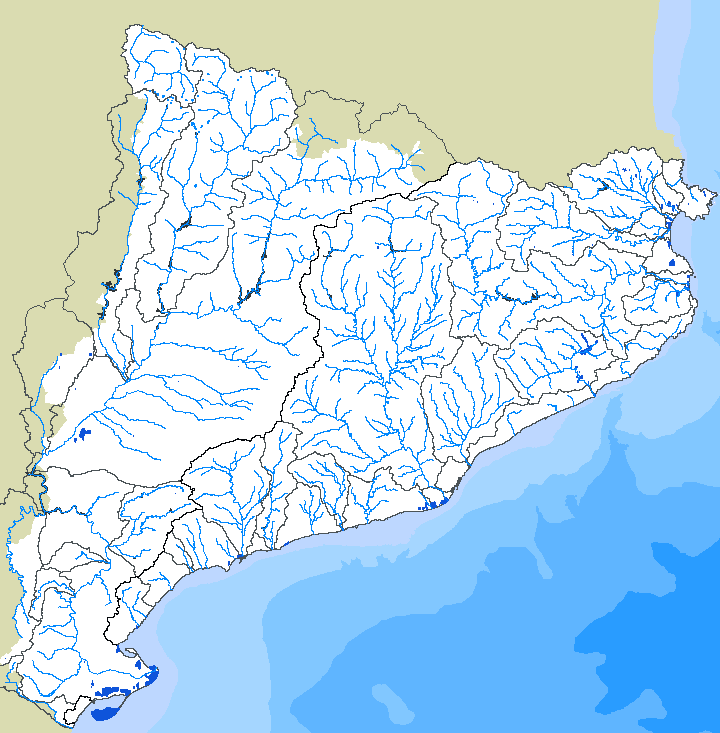
Conques hidrogràfiques de Catalunya

L'inventari de zones humides de Catalunya inclou 2.977 zones identificades de diferents tipologies que presenten una característica hídrica que condiciona les comunitats i els processos biològics respecte del medi adjacent. La llista de zones humides de Catalunya inclou les 329 zones humides individualitzades en l'inventari elaborat pel Departament d'Agricultura, Ramaderia, Pesca, Alimentació i Medi Natural de la Generalitat de Catalunya. La resta són estanys alpins o molleres i torberes d'alta muntanya que només han estat caracteritzats individualment el més representatius per la constitució d'hàbitats.
La llista de zones humides de Catalunya es divideix per conques hidrogràfiques agrupades en dues unitats:
- Llista de zones humides de les conques internes de Catalunya que agrupa les conques internes que formen el vessant oriental de la xarxa hidrogràfica de Catalunya, gestionades per l'Agència Catalana de l'Aigua.
- Llista de zones humides de les conques intercomunitàries de Catalunya que inclou les zones catalanes de les conques de gestió intercomunitària o internacional:
  - l'Ebre, incloent el Segre, la Noguera Pallaresa i la Noguera Ribagorçana,
  - la Sénia, que forma part de la conca del Xúquer,
  - la Garona, d'àmbit internacional.

Es consideren les zones humides amb una capa freàtica al mateix nivell o prop de la superfície amb un terreny que pot estar inundat per una làmina d'aigua lenítica o calmada. S'inclouen zones humides poc aparents (criptoaiguamolls, jonqueres, patamolls, etc.) en què la presència d'aigües lliures pot no ser-hi visible però sí que ho són els efectes sobre els sistemes naturals. Pel que fa a les zones humides artificials o molt transformades, únicament s'han pres en consideració aquelles zones que presenten un alt grau de naturalització. En el cas dels grans embassaments únicament figuren a l'Inventari les cues o aquelles raconades que compleixen el criteri de naturalització.
Totes les zones humides estan protegides de forma genèrica per la llei 12/1985 d'espai naturals. Determinades zones humides també poden ser declarades com d'especial interès. A nivell internacional, hi ha quatre zones humides d'importància internacional inscrites en el Conveni de Ramsar: Parc Nacional d'Aigüestortes i Estany de Sant Maurici, Delta de l'Ebre, Estany de Banyoles i els Aiguamolls de l'Empordà.